# Cajobi (kommun)
Cajobi är en kommun i Brasilien.   Den ligger i delstaten São Paulo, i den sydöstra delen av landet, 600 km söder om huvudstaden Brasília. Antalet invånare är 9 759.
Följande samhällen finns i Cajobi:
- Cajobi

Trakten runt Cajobi består till största delen av jordbruksmark. Runt Cajobi är det ganska glesbefolkat, med 29 invånare per kvadratkilometer.